# Society of American Magicians
Die Society of American Magicians (S.A.M.) ist die älteste Vereinigung für Zauberkünstler der Welt. Sie wurde im Mai 1902 in New York City gegründet, im Zauberkunstladen Martinka & Company, Amerikas ältestem Zauberkunstunternehmen.
Bis heute waren über 30.000 Zauberkünstler Mitglied. Als internationale Vereinigung hat SAM heute über 260 Niederlassungen überall in der Welt. Die Vereinigung ist Mitglied im internationalen Dachverband Fédération Internationale des Sociétés Magiques, der die alle drei Jahre stattfindende Weltmeisterschaft der Zauberkunst veranstaltet.

## Geschichte
Am 26. April 1902 trafen sich 13 Zauberkünstler unter dem Vorsitz von W. Golden Mortimer, am 3. Mai waren es 23 Künstler und am 10. Mai wurde die Vereinigung gegründet. Mitglied Nr. 1 wurde Saram Ellison, einer der Mitgründer neben Mortimer und Francis Martinka.
Harry Houdini wurde im Februar 1904 zum Mitglied gewählt. Auf der 4. jährlichen Dinner-Show im Jahr 1908 wurde Houdini zum Ehrenmitglied ernannt. Teilnehmer jener Sitzung waren unter anderem Harry Kellar, Imro Fox, Howard Thurston, Signor Deadato und T. Nelson Downs.
M−U−M (für „Magic−Unity−Might“), die offizielle Vereinspublikation, wurde im Oktober 1911 gegründet.
Im Juli 1984 erfolgte die Gründung einer Jugendorganisation, der Society of Young Magicians (S.Y.M.).
Im Juli 2002 zur 100-Jahr-Feier in New York gab der United States Postal Service eine Houdini-Gedächtnis-Briefmarke auf den Feierlichkeiten selbst heraus.

## Ehrungen
Neben der Vergabe von „Fellowships“ und „Awards“ vergibt die Society of American Magicians die Ernennung in die Hall of Fame, die Bestandteil des Society of American Magicians Hall of Fame and Magic Museum ist.
Mitglieder in der Society of American Magicians Hall of Fame sind nicht nur lebende oder zu Zeiten von S.A.M. lebende Künstler, sondern zurück bis in die Antike wurden Personen benannt, die für die Entwicklung der Zauberkunst von Bedeutung sind oder waren.